# Chiron (tạp chí)
Chiron. Mitteilungen der Kommission für Alte Geschichte und Epigraphik des Deutschen Archäologischen Instituts là một tạp chí của Đức về khảo cổ học. Nó được biên tập bởi Kommission für Alte Geschichte und Epiclesik của Viện Khảo cổ Đức có trụ sở tại Munich.
Tạp chí được thành lập vào năm 1971. Trong cả hai năm 2007 và 2011, tạp chí đã nhận được xếp hạng "INT1" (được quốc tế công nhận với khả năng hiển thị cao) từ Chỉ số Tham chiếu Châu Âu về Nhân văn. Một vấn đề xuất hiện một lần mỗi năm, thường là vào tháng 12. Mỗi tập bao gồm một danh sách các luận văn trong lịch sử cổ đại được hoàn thành ở Đức trong năm có liên quan. Cho đến năm 2005, Chiron được Verlag C. H. Beck xuất bản. Vào năm 2006, nó đã được Walter de Gruyter mua lại.